# Lola Iturbe
Lola Iturbe (ur. 1 sierpnia 1902 w Barcelonie, zm. 5 stycznia 1990 w Gijón) – pracownica zakładów włókienniczych w Barcelonie, współzałożycielka (w 1936 roku) rewolucyjnej organizacji kobiecej Mujeres Libres, uczestniczka po stronie anarchistów rewolucji hiszpańskiej 1936 roku. Autorka książki Kobieta w ruchach społecznych (1974). O swojej książce powiedziała, że powstała dlatego, by uchronić od zapomnienia i anonimowości dzielne kobiety walczące w ruchach społecznych. W latach 30. prowadziła wraz z działaczem anarchistycznym Juanem Manuelem Moliną czasopismo Tierra y Libertad (pol. Ziemia i wolność), w którym pisali o wolności i edukacji seksualnej. Juan Manuel Molina został jej partnerem życiowym w czasie II wojny wyemigrowali do Francji gdzie zaangażowali się we francuski ruch oporu. Pozostali we Francji do 1979 wrócili do Hiszpanii do Barcelony, gdzie Molina umiera 20 września 1984, a Lola zamieszkuje z córką w Gijón.